# روبرت فنسنت
روبرت فنسنت هو سياسي كندي، ولد في 13 أبريل 1956 في غرانبي في كندا. حزبياً، نشط في الكتلة الكيبيكية. وقد انتخب عضو مجلس العموم الكندي.